# Саманта Мортон
Сама́нта Джейн Мо́ртон (англ. Samantha Jane Morton; нар. 13 травня 1977, Ноттінгем, Англія) — британська акторка театру і кіно.
Номінантка на премію «Оскар» 2000 року (за найкращу жіночу роль другого плану у фільмі «Солодкий і противний») та 2004-го (за найкращу жіночу роль у фільмі «В Америці»); володарка премій «Золотий глобус» (2008) і БАФТА (2010), номінантка на премію «Еммі» 2007 року та інші.

## Вибіркова фільмографія
- 2026 «Одіссея»
- 2025 «Анемона»
- 2022 «Вона сказала» (Зельда Перкінс)
- 2022 «Кит» (Мері)
- 2022 «Оповідання про ходячих мерців» (Альфа)
- 2019—2020 «Ходячі мерці» (Альфа)
- 2019 «Я...» (Кірсті)
- 2016 "Фантастичні звірі і де їх шукати " (Мері-Лу Бербоун)
- 2013 «Вона»
- 2012 «Космополіс»
- 2012 «Джон Картер: між двох світів»
- 2009 «Посланець»
- 2008 «Нью-Йорк, Нью-Йорк»
- 2007 «Контроль»
- 2007 «Єлизавета: Золотий вік»
- 2004 «Розпусник»
- 2002 «Особлива думка»
- 1996 «Емма»